# 뤼슐리콘
뤼슐리콘(독일어: Rüschlikon)은 스위스 취리히주의 호르겐구에 있는 자치체이다. 취리히 호수의 서쪽 호반에 위치해 있다.

## 역사
가장 초기의 고고학적 발견은 치머베르크 산의 철기 시대 초기 할슈타트 문화(800-450BC)의 무덤이다. 뤼슐리콘이라는 이름은 알레만어이며, 1153년경 문서에서 Ruoslinchoven으로 처음 나타난다. 1980년대 초에 뤼슐리콘은 탈빌에서 많은 작은 골목길을 차단하여 취리히와 탈빌 사이의 교통량이 사용할 수 없도록 했다.
글로벌 다이알로그 스위스리 센터는 뤼슐리콘에 있다. 센터는 스위스 기업가인 카를 마르틴 레온하르트 보드머가 소유한 보드머 빌라 부지에 건설되었다.
상품 회사 글렌코어의 CEO인 이반 글라센버그는 뤼슐리콘에 거주하고 있다. 글라센버그는 글렌코어가 런던 증권 거래소에 상장된 후 뤼슐리콘에 3억 6천만 SFr (2억 4천만 파운드)의 세금을 지불 했다. 그 돈으로 주민들은 세율을 7%까지 낮출 수 있었고, 이는 공개 투표를 거쳐 다수의 찬성으로 승인받았다.
이 돈은 글렌코어의 논란의 여지가 있는 사업 관행과 관련하여 일부 뤼슐리콘 주민들로부터 비판을 받았다. 가장 가난한 마을에 자금을 전용하는 시스템을 통해 많은 돈을 받게 될 인근 빈터투어 마을 의회의 재정 이사는 "이 돈이 정말 기쁘지 않다. 무시할 수 없다. 누가 실제로 이것에 대한 대가를 치르고 있으며, 나는 소수의 상품 거래자들이 수십억 달러를 벌어들이고 있는 반면 생산국의 사람들은 극도로 가난하게 남아 있다는 사실이 마음에 들지 않는다."

## 지리

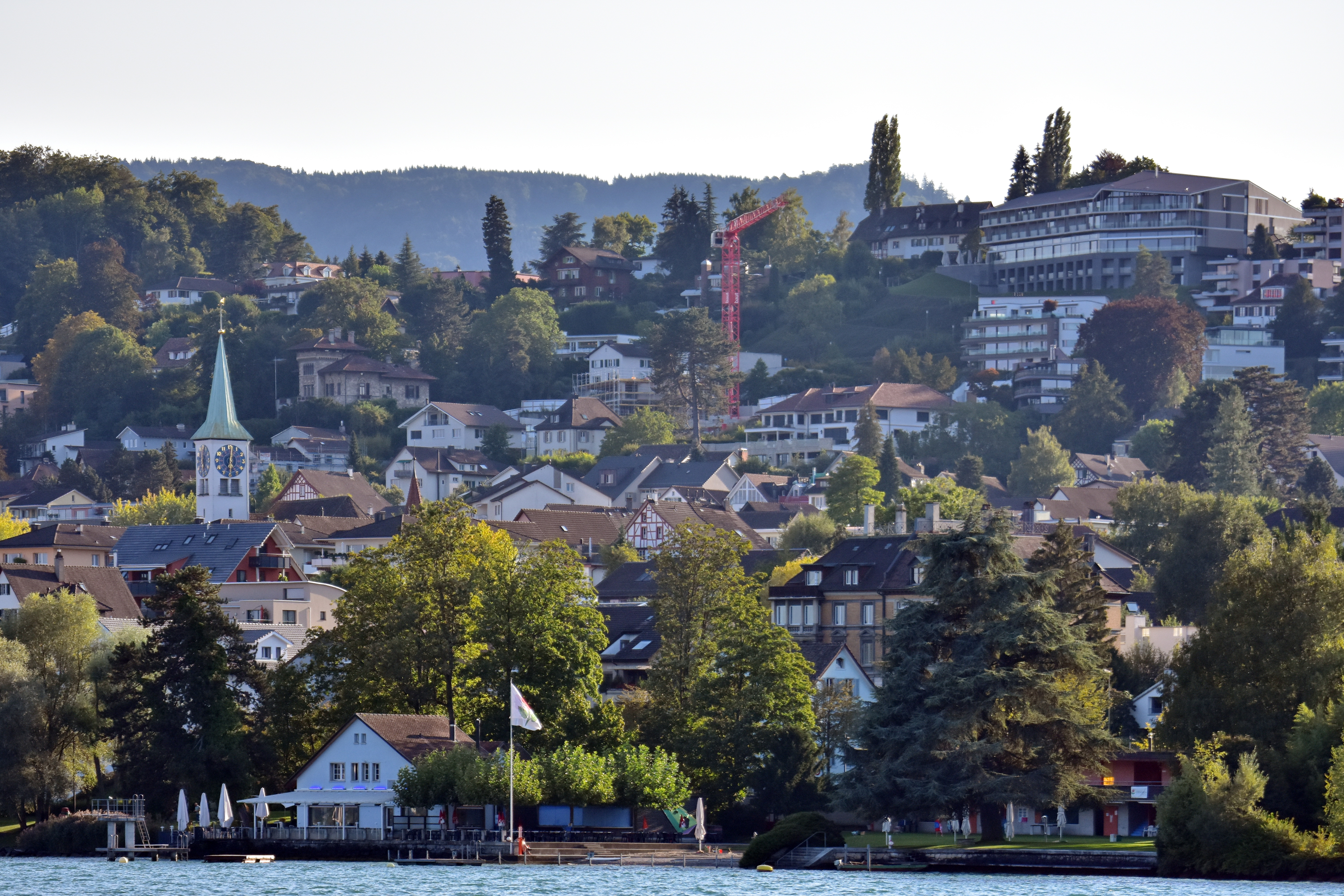
취리히호 해운

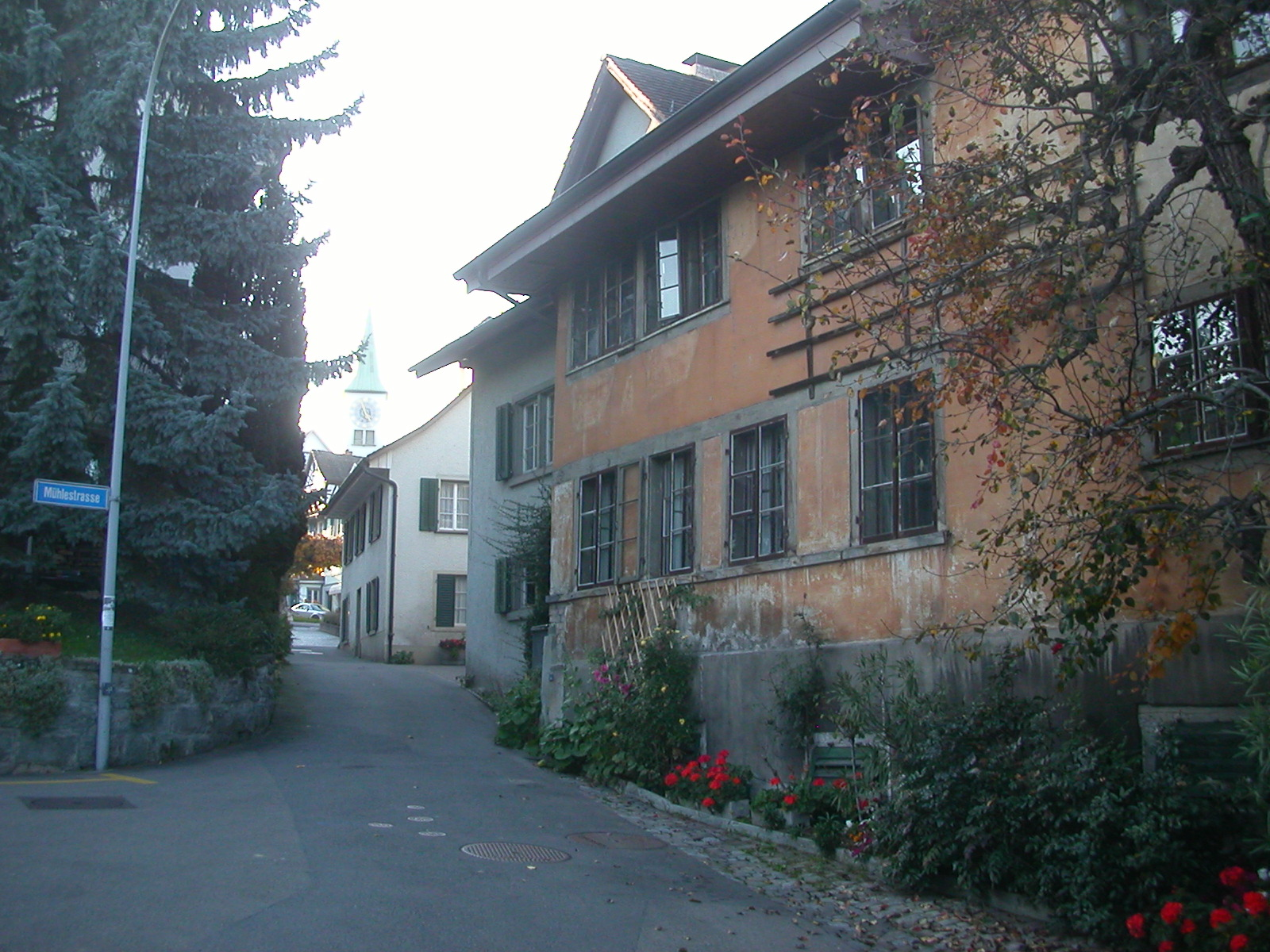
뤼슬리콘 구시가 중 일부

뤼슐리콘의 면적은 2.9km2이다. 이 지역의 20.5%는 농업용으로 사용되며 23.3%는 산림이다. 나머지 토지 중 55.5%는 정착지(건물 또는 도로)이고 나머지(0.7%)는 비생산적(강, 빙하 또는 산)이다. 1996년에는 주택과 건물이 전체 면적의 41.5%를 차지하고 교통 기반 시설이 나머지(13.3%)를 차지했다. 전체 비생산 지역 중 물(시냇물과 호수)이 면적의 1%를 차지했다. 2007년 현재 전체 시정촌 면적의 44.2%가 어떤 형태로든 건설되고 있다.
뤼슐리콘은 북쪽으로 킬히베르크, 동쪽으로 취리히호, 남쪽으로 탈빌, 서쪽으로 아들리스빌 및 랑나우 암 알비스와 접하고 있다. 취리히 호수에서 치머베르크 방향으로 급경사를 이뤘고, 정상에 Chopf라고 불리는 언덕이 있다가 질강을 향해 내리막 경사를 이루고 있다. 대부분 취리히의 기숙사 도시이지만 뤼슐리콘에는 매우 작지만, 특징적인 시내 중심가, 호수 옆 공원, 대부분이 언덕에 있는 상당한 수목이 우거진 지역과 농장이 있다. 농장에는 소, 말, 양, 그리고 몇몇 이국적인 동물과 경작 중인 지역이 포함된다.

## 인구통계
2020년 12월 31일 기준, 뤼슐리콘의 인구는 5,853명이다. 2007년 기준으로 전체 인구의 22.5%가 외국인이다. 2008년 기준으로 인구의 성별 분포는 남성 47.9%, 여성 52.1%이다. 지난 10년 동안 인구는 10.4%의 비율로 증가했다. 2000년 기준, 인구 대부분인 85.1%가 독일어를 사용하며, 영어가 두 번째로 많이 사용되는 언어(3.9%)이고, 이탈리아어가 세 번째로 많이 사용되는 언어(2.3%)이다.
2000년 기준, 인구의 연령분포는 아동·청소년(0~19세)이 전체 인구의 19%, 성인(20~64세)이 59.7%, 노인(64세 이상)이 21.3%를 차지한다. 뤼슐리콘에서는 인구의 약 85.9%(25-64세)가 필수가 아닌 고등 교육 또는 추가 고등교육(대학 또는 응용학문대학)을 완료했다. 뤼슐리콘에는 2,243세대가 있다.
뤼슐리콘의 실업률은 2.28%이다. 2005년 현재 1차 경제 부문에 27명이 고용되어 있으며, 이 부문에 약 5개 기업이 참여하고 있다. 378명이 2차 부문에 고용되어 있고, 이 부문에 37개의 기업이 있다. 1,781명이 3차 부문에 고용되어 있으며, 이 부문에는 207개의 기업이 있다. 2007년 현재 노동 인구의 60%가 상근직이고 40%가 시간제 근로자이다.
2008년 기준으로 뤼슐리콘에는 1,475명의 가톨릭 신자와 1,853명의 개신교 신자가 있었다. 2000년 인구 조사에서 종교는 몇 가지 더 작은 범주로 분류되었다. 인구 조사에서 44.7%는 일종의 개신교였으며, 43.3%는 스위스 개혁 교회에, 1.4%는 다른 개신교 교회에 속했다. 인구의 28.6%가 가톨릭 신자였다. 나머지 인구 중 0%는 이슬람교, 5.7%는 다른 종교(목록에 없음), 3.7%는 무교, 16.6%는 무신론자 또는 불가지론자였다.
역사적 인구는 다음 표에 나와 있다.
| 년도 | 인구    |
| ---- | ------- |
| 1467 | 40 가구 |
| 1671 | 515     |
| 1836 | 825     |
| 1850 | 909     |
| 1900 | 1,567   |
| 1950 | 3,316   |
| 2000 | 4,858   |
| 2010 | 5,227   |
| 2020 | 6,120   |

## 정치
2007년 선거에서 가장 인기 있는 정당은 32.6%의 득표율을 기록한 SVP였다. 다음으로 가장 인기 있는 세 정당은 FDP (26.8%), SPS (13.5%), CVP (9.3%)였다.
뤼슐리콘 코뮌의 회장은 베른하르트 엘저너 (CVP)이다.

## IBM 취리히 연구소
뤼슐리콘은 IBM 연구소의 일부인 IBM 취리히 리서치 랩의 본거지이다. 이 연구소는 1986년 하인리히 로허러와 게르트 비니크, 1987년 카를 알렉산더 뮐러와 요하네스 게오르그 베드노르츠에게 수여된 노벨 물리학상을 뤼슐리콘에 가져왔다.

## 임그뤼에네 공원

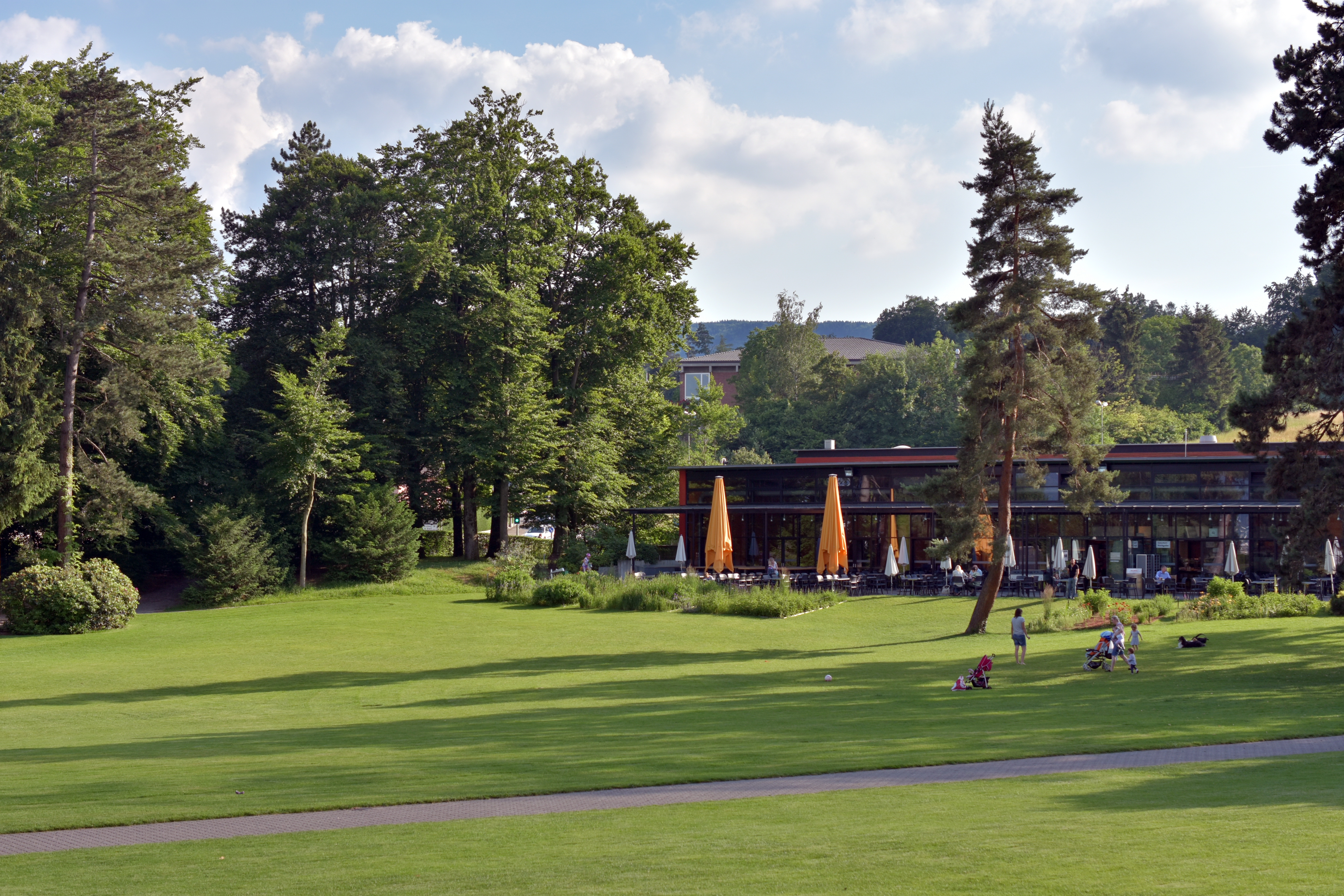
임그뤼에네 공원

두티공원(Dutti-Park) 또는 임그뤼에네 공원(Park im Grüene)은 식료품점 미그로 체인의 설립자인 고틀리프 두트바일러의 미망인 아델 두트바일러가 기증했다.

## 교통
이 도시는 스위스 연방 철도와 취리히 S-반에서 제공하는 빈번한 철도 연결(2016년 취리히까지 4시간), 취리히 뷔르클리플라츠 행 버스 서비스 (2016년 2시간) 및 (2016년 여름) 다른 호숫가 지역 사회에 보트 서비스. 뤼슐리콘역은 S8과 S24 노선에 있는 취리히 S-반의 정류장이다.
취리히호 해운에서 운영하는 관광 보트 여행도 취리히와 라퍼스빌에서 출발한다. 이 도시는 일반 도로와 A3 고속도로와도 잘 연결되어 있다.